# Taifa di Almería
La Taifa di Almería (arabo: طائفة المرية Ṭa'ifa al-Mariyah), cronologicamente appartenenti ai primi regni di taifa, era un regno musulmano indipendente emerso in al-Andalus nel 1012, in seguito alla disintegrazione che il Califfato di Cordova subì dal 1008, e che scomparve nel 1091 quando fu conquistata dagli Almoravidi.

La Taifa di Almería corrispondeva approssimativamente alla attuale Provincia di Almería in Spagna.

Taifa di Almería, nel 1037

## Storia
L'origine della Taifa di Almería si deve allo schiavo Aftah, che nel 1012 si impose sul berbero Ibn Rawis nel controllo di Al Mariyya, l'attuale città di Almería, come riporta La web de las biografias. 

Nel luglio 1014 Jayrán arrivò da Cordova e assediò la città, la conquistò e uccise Aftah e tutta la sua famiglia.
Jayrán era un eunuco, che come riporta la The History Of The Mohammedan Dynasties In Spain Vol II, con Almanzor era stato governatore di Almeria, e che secondo la Muslim Spain and Portugal: A Political History of al-Andalus, nel 1018 fu confermato signore di Almería dal Califfo di Córdoba, Al-Qasim al-Ma'mun.

Anche la Histoire des Almohades / d'Abd el- Wâh'id Merrâkechi, riporta che Jayrán fu re della Taifa di Almería

Jayrán consolidò il Regno di Taifa di Almería e la città si sviluppò grandemente, superando il perimetro fortificato, per cui Jayrán espanse le sue mura difensive. L'esplosione demografica fu dovuta al forte sviluppo economico, basato su due prodotti fondamentali: le miniere di marmo di Macael e i lussuosi tessuti di seta, oro e argento, che venivano esportati in tutto il Mediterraneo.
Zuhaír, anche lui eunuco, succedette a Jayrán e fu re della Taifa di Almería come riporta la Histoire des Almohades / d'Abd el- Wâh'id Merrâkechi, ed estese il suo dominio su Murcia, Jaén, zone di Granada e Toledo e anche l'antica capitale del califfato, Cordova. 
Zuhaír inoltre ampliò la Moschea di Almería e sviluppò i sobborghi di Al Musallà e di Al Hawd.
Secondo la The History Of The Mohammedan Dynasties In Spain Vol II, nel 1037, Zuhaír venne sconfitto da Badis ibn Habbus, Re della taifa di Granada.
Nel 1038, durante il Regno di Abú Bark al-Ramini, la Taifa di Almería fu conquistata da Abd al-Aziz ibn Abd al-Rahman “Sanchuelo”, Re della taifa di Valencia e nipote di Almanzor, che nominò governatore di Almería suo genero, Ma'n ben Muhammad, il quale si rese indipendente nel 1044, inaugurando un nuovo periodo di Taifa sotto il dominio della dinastia dei Banu Sumadih, come riporta il Ibn Khallikan's Biographical dictionary, v.3.
La Taifa di Almería conobbe il periodo di maggior splendore economico e culturale sotto il governo di Abu Yahya Muhammad Al Mutasim, meglio noto come Almotacín, il Re poeta che riuscì ad attirare in Almería tanti poeti, facendo diventare la Taifa di Almería in uno dei centri culturali più importanti di Al Andalus, che era succeduto a Ma'n ben Muhammad.

La taifa di Almería, nel 1080 era una della poche ancora indipendenti, secondo la Muslim Spain and Portugal: A Political History of al-Andalus.

Dopo che il Re di Castiglia Alfonso VI aveva conquistato Toledo, i Re delle Taifa di Granada, Siviglia e Badajoz cercarono l'aiuto degli Almoravidi, come riporta lo storico Rafael Altamira. Gli Almoravidi si resero conto della debolezza che avevano i Regni di Taifa per le loro continue dispute interne, e Yūsuf ibn Tāshfīn conquistò tutti i Regni di Taifa, compresa la Taifa di Almería che cadde nel 1091, dopo che a Abu Yahya era succeduto il figlio, Ahmad Mu'izz Al Dawla, poco dopo la morte del padre.
Quando l'Impero degli almoravidi perdette vigore, secondo la Muslim Spain and Portugal: A Political History of al-Andalus, nel 1147, la repubblica di Genova prese parte all'assedio di Almería, aiutando Alfonso VII di León a riconquistare quella città dai musulmani. Dopo la conquista la repubblica governò parte della città per circa dieci anni, prima della conquista da parte degli Almohadi.

### Fonti primarie
- (FR)  Histoire des Almohades / d'Abd el- Wâh'id Merrâkechi
- (EN)  The History Of The Mohammedan Dynasties In Spain Vol II
- (EN)  Muslim Spain and Portugal: A Political History of al-Andalus
- (EN)  Ibn Khallikan's Biographical dictionary, 3

### Letteratura storiografica
- Rafael Altamira, "La Spagna (1031-1248)", in Storia del mondo medievale, vol. V, 1999, pp. 865-896
- La recomquista